# Lisa Aberer
Lisa Aberer (* 8. Dezember 1992 in Bregenz) ist eine österreichische Popsängerin. 2004 gewann sie den Kiddy Contest mit dem Lied Unsichtbar. 2012 war sie Teilnehmerin der 3. Staffel der Castingshow X Factor, wo sie in der ersten Liveshow ausschied.

## Privatleben
Ihre ersten Erfahrungen sammelte Lisa Aberer bei Auftritten in der Musikschule ihres Vaters, Rolf Aberer. Ihre Mutter ist Spielgruppenleiterin und hat schon in verschiedenen Bands gesungen. Ihre Eltern sind geschieden, sie hat drei Halbgeschwister.

## Teilnahme beiX Factorin Deutschland
Bei X Factor arbeitete sie mit H. P. Baxxter zusammen. Sie kam bis in die erste Liveshow.
| Show      | Song (Originalinterpret)                    | Anmerkung     |
| --------- | ------------------------------------------- | ------------- |
| Casting   | Don’t Know Why (Norah Jones)                |               |
| Casting   | Big Girls Don’t Cry (Fergie)                |               |
| Casting   | Fields of Gold (Eva Cassidy)                |               |
| Juryhaus1 | I Follow Rivers (Lykke Li)                  |               |
| Juryhaus2 | Baby When the Light (David Guetta)          |               |
| Liveshow  | She Wolf (Falling to Pieces) (David Guetta) | ausgeschieden |

## Karriere nachX Factor

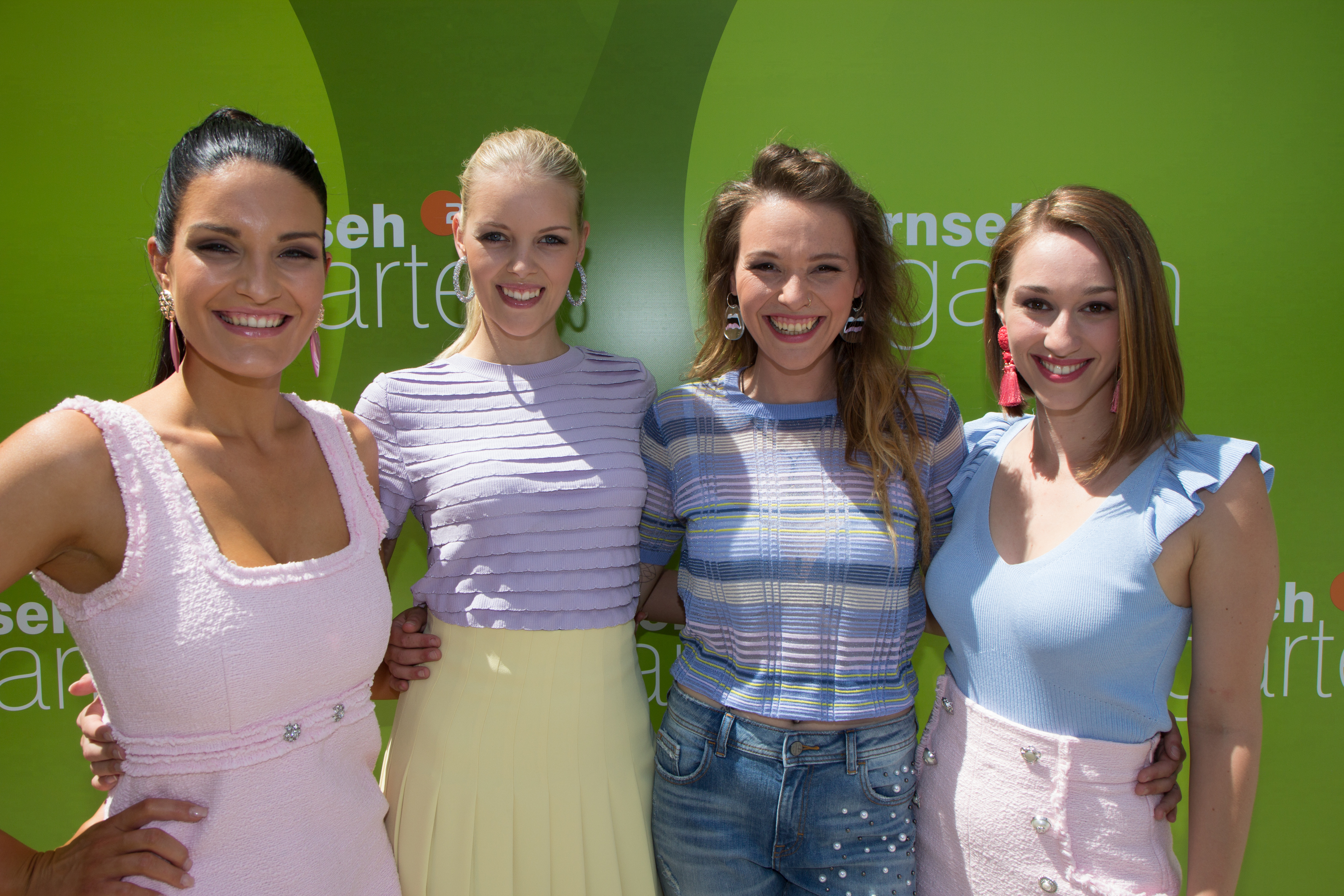
Lichtblick (2018): Anna Hirschmann, Louiza Moorbeck, Lisa Aberer und Rebecca Schelhorn (v. l.)

2013 unterschrieb Aberer einen Plattenvertrag beim deutschen Dance-Label Kontor Records. Dadurch wurde das deutsche Dance-Projekt Michael Mind Project auf sie aufmerksam. Das Duo hatte wenige Monate vorher das Album State of Mind veröffentlicht und nahm das Lied Razorblade noch einmal mit den Vocals von Aberer auf. Am 15. März 2013 erschien dann der Track als Aberers Debüt-Single. Auch auf der Deluxe-Edition des Albums ist Aberers Version zu finden. Das Musikvideo erschien parallel zum Single-Release. Es wurde in Los Angeles gedreht, Aberer wird dabei bei einem Foto-Shooting in den Hollywood Hills und am Strand gezeigt.
Ihre erste Solo-Single I Will Dance war der Eröffnungssong der sechsten Staffel von Let’s Dance. Der Titel war eine Woche in den deutschen Single-Charts vertreten und erreichte Platz 70. Am 5. April 2013 erfolgte ein Re-Release mit einem Remix des deutschen DJs und Produzenten Eric Chase, dessen Version auch für das offizielle Musikvideo verwendet wurde.
Am 2. August 2013 erschien eine weitere Single mit dem Titel Firebird.
Anschließend veröffentlichte Aberer zusammen mit dem US-amerikanischen Rapper Flo Rida den Song Counting the Seconds. Das Lied aus dem Jahr 2010 stammt von Flo Rida und dem Sänger Nathan. Kontor Records hält die Rechte an Flo Ridas Liedern und fügte seinen Rap-Part zur Aufnahme mit Aberer hinzu.
2018 veröffentlichte sie mit der Schlager-Girlgroup Lichtblick die Single Tausend und eine Nacht sowie das Album Lichtblick.

## Diskografie

### Singles
| Jahr | Titel        | Höchstplatzierung, Gesamtwochen, AuszeichnungChartsChartplatzierungen (Jahr, Titel, Platzierungen, Wochen, Auszeichnungen, Anmerkungen) | Anmerkungen                         |
| Jahr | Titel        | DE | Anmerkungen                         |
| ---- | ------------ | --- | ----------------------------------- |
| 2013 | I Will Dance | DE70 (2 Wo.)DE | Erstveröffentlichung: 22. März 2013 |

Weitere Singles
- 2013: Firebird
- 2013: Counting the Seconds (feat. Flo Rida)